# Rolf Witthöft
Rolf Witthöft   (Bad Oldesloe, 17 de setembre de 1944 - 13 de març de 2025) va ser un pilot alemany d'enduro, guanyador de vuit Campionats d'Europa en les categories de 125 i 1000 cc i membre de l'equip de la RFA que guanyà el Trofeu als ISDT de 1975 i 1976 i el Vas als de 1969 i 1980. Obtingué també la victòria absoluta als ISDT de 1973.

## Resum biogràfic
Rolf Witthöft era el fill de Heinrich Witthöft, amo d'un taller d'automòbils a Bad Oldesloe. El 1960 va començar com aprenent en el negoci familiar, compaginant-ho amb les seves primers passes en les competicions d'enduro. El 1962 va participar amb una Kreidler de 50cc en proves d'enduro, motocròs i grasstrack.
Des de 1964 pilotà una Hercules de 100cc, amb la qual va guanyar una medalla d'or als ISDT de 1966 celebrats a l'Illa de Man. El 1967 va ser Campió d'Alemanya per primera vegada i va guanyar una altra medalla d'or als dies disputats a Polònia. Quan Hercules es va retirar de la competició a finals de 1967, Witthöft va fitxar per l'austríaca Puch i els anys 1968 i 69 va guanyar el Campionat alemany i l'acabat de crear Campionat d'Europa d'enduro, ambdós en 125cc. El 1969 va guanyar el Vas d'Argent amb l'equip de la RFA als Sis Dies celebrats a Garmisch-Partenkirchen.
El 1970 va fitxar per Zündapp i entre aquell any i 1976 va guanyar cinc Campionats alemanys cinc d'Europa, a banda de la victòria absoluta als ISDT de 1973 i el Trofeu als de 1975 (Illa de Man) i 1976 (Zeltweg, Àustria) com a capità de l'equip de la RFA. La seva actuació en ambdues edicions fou decisiva per a la victòria final.

### 1976, retirada i retorn el 78
A finals de 1976 Witthöft va abandonar la competició per a poder dedicar-se al seu negoci de motocicletes, però no per gaire temps, ja que el 1978 va tornar al Campionat d'Europa tot canviant de categoria i debutant en la de 750cc (acabada de crear) amb una motocicleta basada en la Kawasaki Z 750 de carretera. Aquell any i el següent no va poder fer res contra el potent equip de BMW, al qual s'incorporà per a guanyar finalment el campionat de 1000cc l'any 1980, juntament amb el Vas d'Argent als ISDT disputats a Briude, Occitània.
Aleshores, quan BMW va abandonar la competició d'enduro per tal de centrar-se en el Ral·li Dakar, Witthöft va aprofitar per a retirar-se també. Tot i així seguí disputant alguna prova amb una Kawasaki Z 510 privada.
Entre el 2000 i el 2007 va participant sovint en proves del torneig anomenat Classic enduro, pilotant motocicletes històriques.

## Palmarès

### Campionat d'Europa
- 7 Campionats d'Europa d'enduro en 125cc (1968 a 1973 i 1975)
- 1 Campionat d'Europa d'enduro en 1000cc (1980)

### ISDT
- 2 Victòries al Trofeu (1975 a l'Illa de Man i 1976 a Àustria)
- 2 Victòries al Vas (1969 a Garmisch-Partenkirchen i 1980 a Brioude, Occitània)
- 1 Victòria absoluta (1973 a Dalton, EUA)

### Campionat d'Alemanya
- 18 campionats d'Alemanya d'enduro a partir de 1967 (en 100, 125 i 750 cc)